# Яхья Салем, Айман
Айман Яхья Салем (араб. أيمن يحيى سالم‎, родился 14 мая 2001, Эр-Рияд) — саудовский футболист, вингер клуба «Ан-Наср» и сборной Саудовской Аравии.

## Клубная карьера
Воспитанник клуба «Ан-Наср» из Эр-Рияда. В основном составе дебютировал 20 сентября 2019 года в матче против «Аль-Хазм» в высшем дивизионе чемпионата Саудовской Аравии. 1 ноября 2020 года забил свой первый гол за клуб в матче против «Аш-Шабаб».

## Карьера в сборной
В 2020 году дебютировал в составе сборной Саудовской Аравии до 23 лет, а также в составе главной национальной сборной Саудовской Аравии.